# Peter Gay
Pour les articles homonymes, voir Gay.
Peter Gay, né le 20 juin 1923 à Berlin sous le nom de Peter Joachim Fröhlich et mort le 12 mai 2015 à New York, est un historien américain d'origine allemande, et spécialiste de l'histoire de la psychanalyse et les Lumières. 
Il est professeur d'histoire à l'université Yale depuis 1969.
Il quitte l'Allemagne en 1939, en raison de ses origines juives, s'exilant d'abord à Cuba, puis aux États-Unis, s'installant en 1941 à New York.
En 1999 il reçoit le Prix frère et sœur Scholl pour son autobiographie Meine deutsche Frage.

## Publications
- The Dilemma of Democratic Socialism: Eduard Bernstein's Challenge to Marx 1952
- Voltaire's Politics: The Poet as Realist 1959
- The Party of Humanity: Essays in the French Enlightenment 1964
- The Enlightenment: An Interpretation: The Rise of Modern Paganism 1966
- The Loss of Mastery: Puritan Historians in Colonial America 1966
- Weimar Culture: The Outsider as Insider 1968
- The Enlightenment. An Interpretation: The Science of Freedom 1969
- The Bridge of Criticism: Dialogues on the Enlightenment 1970
- Historians at Work, 1972
- Modern Europe (mit R. K. Webb), 1973
- The Enlightenment; A Comprehensive Anthology 1973
- Style in History 1974
- Art and Act: On Causes in History—Manet, Gropius, Mondrian 1976
- Freud, Jews, and Other Germans: Masters and Victims in Modernist Culture 1978
- Education of the Senses 1984
- The Bourgeois Experience: Victoria to Freud 5 Bände, 1984-1998
- Freud for Historians deutsch Freud für Historiker Übers. Monika Noll. Édition diskord, Tübingen 1994 (Reihe: Forum Psychohistorie, 2)  (ISBN 3-89295-580-8)
- The Tender Passion 1986
- A Godless Jew: Freud, Atheism, and the Making of Psychoanalysis 1987. Trad. fr. Un Juif sans Dieu. Freud, l'athéisme et la naissance de la psychanalyse, Paris, PUF, 1989.
- Freud: A Life for Our Time 1988. Trad. fr., Freud, une vie, Paris, Hachette, 1991.
- A Freud Reader (Herausgeber) 1989
- Reading Freud: Explorations & Entertainments 1990
- Sigmund Freud and Art: His Personal Collection of Antiquities 1993
- The Cultivation of Hatred 1993
- The Naked Heart 1995
- The Enlightenment and the Rise of Modern Paganism, überarbeitet 1995
- Pleasure Wars 1998
- My German Question: Growing Up in Nazi Berlin Mémoires, 1998. Deutsch: Meine deutsche Frage. Jugend in Berlin 1933 - 1939 C. H. Beck, München
- Mozart, 1999. Trad. fr., Mozart, Montréal, Fides, 2001,  (ISBN 2762122988).
- Schnitzler's Century, 2002
- Gott ist eine Erfindung in: Martin Doerry (Hg): Nirgendwo und überall zu Haus. Gespräche mit Überlebenden des Holocaust DVA, München 2006  (ISBN 3-421-04207-1) (auch als CD) S. 60 - 67